# 迪特里希 (安哈特-德紹)
迪特里希 (安哈特-德紹) （Dietrich von Anhalt-Dessau，1702年8月2日—1769年4月11日）普鲁士元帥，安哈尔特-德绍亲王利奥波德一世的第三子。
當安哈爾特-德紹於1727年實行長子繼承制，迪特裏希並沒有機會參與安哈爾特-德紹的政務。1737年，長兄威廉·古斯塔夫早於父親逝世，次兄馬克西米利安於1747年承襲父親的爵位。1752年，馬克西米利安逝世，年僅11歲的利奧波德·弗里德里希·弗朗茨繼承公國。迪特裏希成為攝政輔助年幼的利奧波德·弗里德里希·弗朗茨直至1758年他成年為止。
迪特里希因病於1750年從軍隊中退役，迪特里希後來也被授予元帥軍銜。迪特里希一生未曾結婚及沒有子嗣。